# Cydrela escheri
Cydrela escheri là một loài nhện trong họ Zodariidae.
Loài này thuộc chi Cydrela. Cydrela escheri được Eduard Reimoser miêu tả năm 1934.